# Lee Martin (football)
Pour les articles homonymes, voir Lee Martin et Martin.
Lee Robert Martin, né le 9 février 1987 à Taunton (Angleterre), est un footballeur anglais devenu entraîneur.

## Carrière
Formé au Wimbledon FC, le 17 décembre 2003, il est transféré à Manchester United pour un montant estimé à 1 M£. De janvier à mai 2006, il rejoint le Royal Antwerp FC pour un prêt puis est de nouveau prêté en Écosse au Glasgow Rangers et en 2e Division à Stoke City et à Plymouth.
Le 15 janvier 2016, il est prêté à Northampton Town.
Le 6 juillet 2016, il rejoint Gillingham.
Le 24 juillet 2018, il rejoint Exeter City.

## Palmarès
Avec Northampton Town
- Championnat d'Angleterre D4
  - Champion : 2016